# Авантуре Шерлока Холмса (збирка прича)
Авантуре Шерлока Холмса (енгл. The Adventures of Sherlock Holmes) прва је збирка приповедака о познатом детективу. Дело је написао Артур Конан Дојл, а илустровао Сидни Паџет.
Авантуре Шерлока Холмса је била прва збирка прича о Шерлоку Холмсу. Изворно је објављивана у наставцима, у The Strand Magazine-у од јула 1891. до јуна 1892, да би 14. октобра 1892. године била штампана као целокупна збирка. Издавач је био George Newnes Ltd. Америчко издање штампао је Harper, 15. октобра 1892. године. Првобитни, комбиновани тираж је износио 14.500 примерака. Једини ликови који су заједнички за свих дванаест прича су Холмс и др Вотсон, и сви су повезани кроз нарацију у првом лицу, написану са Вотсонове тачке гледишта.
Уопштено говорећи, приче у Авантурама Шерлока Холмса описују и покушавају да исправе друштвене неправде. Холмс је приказан као лик који види и омогућује нови осећај правде. Приче су биле добро прихваћене и повећале су број претплата на The Strand Magazine, што је навело Дојла да  тражи више новца за своје наредне приповетке. Прва прича, „Скандал у Чешкој”, укључује лик Ирене Адлер, која је, иако је приказана само у овој једној Дојловој причи, истакнути лик у модерним адаптацијама Шерлока Холмса, често као лик за кога је Холмс интимно заинтересован. Дојл је укључио четири приче из ове збирке у својих дванаест омиљених прича о Шерлоку Холмсу. Дојл је одабрао причу „Шарена трака” као њему најдражу.
Филм из 1939. са Базилом Ратбоном и Најџелом Брусом у главним улогама заснован је на истоименом драмском комаду Вилијама Џилета и није директна адаптација књиге.

## Позадина
Артур Конан Дојл је почео да пише док је студирао медицину на универзитету током касних 1870-их. Прву кратку причу, „Мистерија долине Сасаса”, објавио је у септембру 1879. Осам година касније његову прву причу о Шерлоку Холмсу, роман Црвена нит, објавио је Ward Lock & Co. Дело је наишло на добру рецепцију али је Дојл био мало плаћен; након што је наставак романа, Знак четворице, објављен у Lippincott's Monthly Magazine-у, пишчев фокус се преусмерио на кратке приче.
Убрзо након што је часопис The Strand Magazine почео да излази јануара 1891. године, уредник часописа Херберт Гринхау Смит примио је два прилога за ново месечно издање од Артура Конана Дојла. Смит је касније описао своју реакцију: „Одмах сам схватио да је предамном био највећи писац кратких прича од Едгара Алана Поа”. Прва прича, „Скандал у Чешкој”, објављена је на полеђини јулског броја са десет илустрација Сиднија Паџета. Приче су постале популарне, што је помогло да се повећа тираж часописа, и Дојл је плаћен по 30 гвинеја за прву верзију са дванаест прича. Ових првих дванаест прича је објављивано месечно од јула 1891. до јуна 1892. а затим их је све сакупио и објавио као засебну књигу Авантуре Шерлока Холмса 14. октобра 1892. од стране George Newnes Ltd, издавача The Strand Magazine-а. Првобитни тираж књиге био је 10.000 примерака штампаних у Уједињеном Краљевству, а додатних 4.500 примерака штампао је издавач Harper Brothers у Сједињеним Америчким Државама.
Сидни Паџет је илустровао свих дванаест прича у The Strand магазину као и у збирци. Претходне романе у којима се појављује Холмс илустровали су други уметници.

## О причама
Све приче у склопу књиге су испричане кроз нарацију у првом лицу, из перспективе лика доктора Вотсона. На исти начин су написане све приче о Шерлоку Холмсу, са четири изузетка. Текст о Дојлу у Oxford Dictionary of National Biography наводи да кратке приче садржане у Авантурама Шерлока Холмса имају тенденцију да укажу на друштвене неправде, као што су „краљева издаја оперског певача” и друге. Холмс је приказан као лик који има нови и поштен приступ у неправедном свету „некомпетентности званичника и аристократских привилегија”. Авантуре Шерлока Холмса садрже многе Дојлове омиљене приче о Шерлоку Холмсу. Он је 1927. саставио листу његових дванаест најбољих прича о Шерлоку Холмсу за The Strand Magazine. Међу онима које је навео биле су „Шарена трака” (пишчева омиљена прича), „Савез риђокосих” (друга омиљена), „Скандал у Чешкој” (пета) и „Пет семенки наранџе” (седма).
Књига је забрањена у Совјетском Савезу 1929. због „окултизма” аутора, али је стекла популарност на црном тржишту забрањених књига, а забрана је укинута 1940.

## Пријем критике
Књига је била добро прихваћена након објављивања у Тhe Strand Magazine-у. По објављивању „Скандала у Чешкој” јула 1891, Hull Daily Mail је описао причу као „достојну инвентивног генија” Дојла. Нешто више од годину дана касније, када је Дојл направио паузу у објављивању кратких прича по завршетку Авантура Шерлока Холмса, у новинама Belfast News Letter објављена је рецензије приче другог писца који је објавио дело у истом магазину као и Дојл; у чланку је критичар навео да би прича „можда била читана са умереним интересовањем пре годину дана”, али да се „јединствена снага” Дојловог писања огледала у очигледном јазу у квалитету између две приче. У новинама Leeds Mercury је посебно хваљена карактеризација Холмса, „са свим његовим малим недостацима”, док је недељник Cheltenham Looker-On описао Холмса као „понекад прилично досадног”, напомињући да описи његових слабости „постају заморни”. Дописник новина Hampshire Telegraph пожалио се на чињеницу да Дојлова промишљенија дела, као што је  авантуристички роман Micah Clarke, нису били толико популарни као приче о Холмсу, закључивши да аутор „који жели да се књижевно стваралаштво исплати, мора писати оно што његови читаоци желе”.

## Адаптације
Ирена Адлер, која је лик у првој краткој причи, „Скандал у Чешкој”, истакнути је лик у многим модерним адаптацијама, иако се у Дојловом опусу појављује само у овој једној причи. Често је у модерним адаптацијама приказана као лик за коју је Холмс заинтересован као потенцијалну партнерку; у америчкој серији Елементарно Роберта Дохертија и британској серији Шерлок, иако се у самој причи наводи да Холмс није осећао било какву емоцију налик љубави према Ирени Адлер. У делу Приручник за Шерлока Холмса, Кристофер Редмонд примећује: „Канон пружа мало основа за сентименталне или промишљене спекулације о вези Холмса и Адлерове”.
Више серија и серијала је садржало адаптације свих или готово свих кратких прича садржаних у збирци. У периоду 1921–1923. британско продуцентско и дистрибуцијско предузеће Stoll Pictures је адаптирало све приче за филмско платно (изузев „Пет семенки наранџе”). Приче су адаптиране и у: радио серијалу Авантуре Шерлока Холмса (1930–1936), радио серијалу из периода 1939–1950. Нове авантуре Шерлока Холмса (све осим „Берлине коронете”), и радио серијалу у продукцији BBC-а, Шерлок Холмс (1952–1969). Многе приче из збирке биле су укључене као епизоде телевизијске серије Авантуре Шерлока Холмса која се приказивала од 1984. до 1994. Приче у Авантурама Шерлока Холмса су драматизоване за BBC Radio 4 у периоду 1990–1991. као део радио серије Шерлок Холмс (1989–1998), и адаптиране су као епизоде радио серије Класичне авантуре Шерлока Холмса (2005–2016).